# William F. Kirby

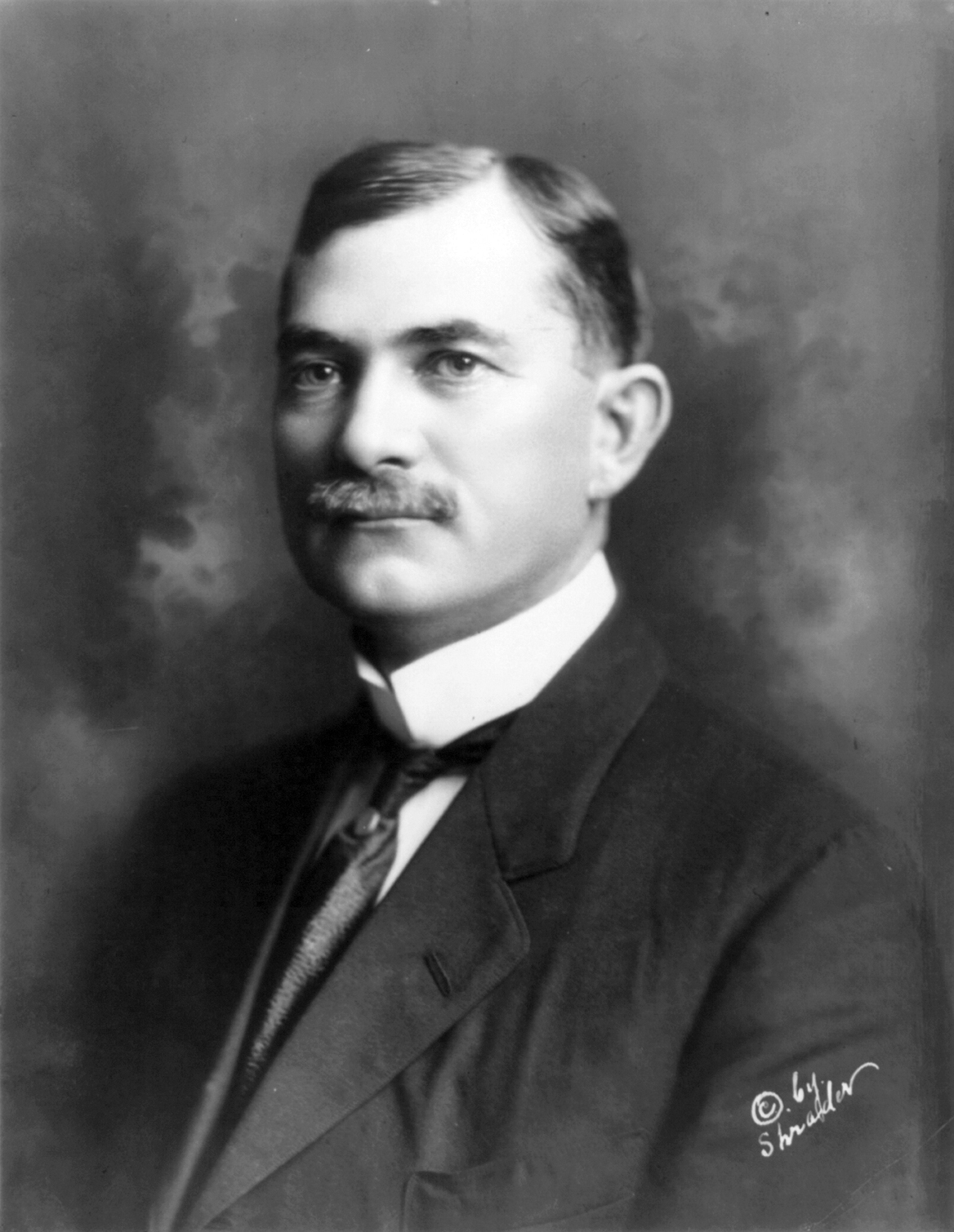
William F. Kirby

William Fosgate Kirby, född 16 november 1867 i Miller County, Arkansas, död 26 juli 1934 i Little Rock, Arkansas, var en amerikansk demokratisk politiker och jurist. Han representerade delstaten Arkansas i USA:s senat 8 november 1916 – 3 mars 1921.
Kirby avlade 1885 juristexamen vid Cumberland School of Law. Han inledde därefter sin karriär som advokat i Texarkana, Arkansas. Han var ledamot av delstatens senat 1899-1901.
Kirby var delstatens justitieminister, Arkansas Attorney General, 1907-1909. Han var domare i delstaten Arkansas högsta domstol 1910-1916 och 1926-1934.
Senator James Paul Clarke avled 1916 i ämbetet. Kirby efterträdde Clarke i senaten. Han lyckades inte bli nominerad av demokraterna till omval i senatsvalet 1920.
Kirbys grav finns på State Line Cemetery i Texarkana.